# لوئیس ادلارد
لوئیس ادلارد (انگلیسی: Luis Adlard؛ زادهٔ ۱۳ اکتبر ۲۰۰۲) بازیکن فوتبال اهل بریتانیا است.
از باشگاه‌هایی که در آن بازی کرده‌است می‌توان به باشگاه فوتبال گریمزبی تاون اشاره کرد.